# Grímsstaðakarl
Grímsstaðakarl är en bergstopp i republiken Island. Den ligger i regionen Norðurland eystra, 300 km nordost om huvudstaden Reykjavík. Toppen på Grímsstaðakarl är 756 meter över havet.
Trakten runt Grímsstaðakarl är nära nog obefolkad, med mindre än två invånare per kvadratkilometer. Det finns inga samhällen i närheten. Trakten runt Grímsstaðakarl är ofruktbar med lite eller ingen växtlighet.